# Campeonato Mundial de Ciclismo em Pista de 1912
O Campeonato Mundial UCI de Ciclismo em Pista de 1912 foi realizado em Nova Jérsei, nos Estados Unidos, entre os dias 30 de agosto e 4 de setembro. Três provas masculinas foram disputadas, duas de profissionais e uma de amador.
As competições profissionais foram realizadas no Velódromo de Newart.

## Sumário de medalhas

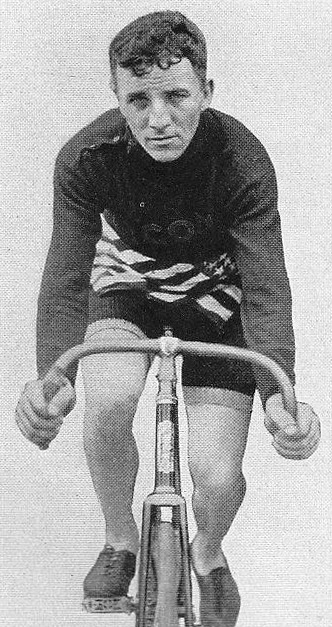
George Wiley, campeão mundial de motor-paced

| Eventos profissionais masculinos |                                   |                                |                                    |
| Velocidade individual            | Frank Kramer · Estados Unidos     | Alfred Grenda · Austrália      | André Perchicot · França           |
| Motor-paced                      | George Wiley · Estados Unidos     | Elmer Collins · Estados Unidos | James-Henri Moran · Estados Unidos |
| Evento amador masculino          |                                   |                                |                                    |
| Velocidade individual            | Donald McDougall · Estados Unidos | Harry Kaiser · Estados Unidos  | James Diver · Estados Unidos       |

## Quadro de medalhas
| Ordem | País           | Medalha de ouro | Medalha de prata | Medalha de bronze | Total |
| ----- | -------------- | --------------- | ---------------- | ----------------- | ----- |
| 1     | Estados Unidos | 3               | 2                | 2                 | 7     |
| 2     | Austrália      | 0               | 1                | 0                 | 1     |
| 3     | França         | 0               | 0                | 1                 | 1     |